# Филлоксеры
Филлоксе́ры (лат. Phylloxeridae) — семейство полужесткокрылых насекомых из надсемейства Phylloxeroidea. Известно 75 видов.

## Описание
Крылья филлоксер в покое складываются плоско. На передней паре жилки Cu1 и Cu2 объединены общим стволом, на задней отсутствуют косые жилки. На усиках крылатых особей по две ринарии, у бескрылых форм и личинок — по одной.

## Экология
Питаются филлоксеры на деревьях и виноградной лозе.

## Систематика
Семейство включает 8 родов:
- Acanthochermes Kollar, 1848
- Aphanostigma Börner, 1909
- Daktulosphaira Shimer, 1866
- Foaiella Börner, 1909
- Moritziella Börner, 1908
- Phylloxera Boyer de Fonscolombe, 1834
- Phylloxerina Börner, 1908
- Viteus Shimer, 1867